# Pëtr Makarčuk
Pëtr Anatol'evič Makarčuk (in russo Пётр Анатольевич Макарчук?; traslitterazione anglosassone  Pyotr Anatolyevich Makarchuk; Abakan, 10 luglio 1972) è un ex bobbista russo.

## Biografia
Compete dagli anni a cavallo tra i 90 e i 2000 come frenatore per la squadra nazionale russa. Colse due podi in Coppa del Mondo, il primo l'11 marzo 2001 a Lake Placid, quando fu terzo nel bob a quattro nell'ultima gara della stagione 2000/01; ottenne anche un secondo posto, suo miglior risultato in carriera, il 29 gennaio 2006 ad Altenberg, nella gara a quattro con Evgenij Popov, Filipp Egorov e Aleksej Andrjunin.
Makarčuk prese parte a due edizioni dei Giochi olimpici invernali giungendo 15º nel bob a due e 8º nel bob a quattro a Salt Lake City 2002 gareggiando negli equipaggi condotti da Evgenij Popov mentre a Torino 2006 si piazzò 9º nella gara a quattro pilotato sempre da Popov.
Ai campionati mondiali detiene inoltre quali migliori piazzamenti il nono posto nel bob a quattro ottenuto ad Altenberg 2000. 

Ha disputato la sua ultima gara il 19 novembre 2006 vincendo la tappa di Calgary della Coppa Nordamericana 2006/07 con Aleksandr Zubkov a pilotare la slitta.

## Palmarès

### Coppa del Mondo
- 2 podi (nel bob a quattro):
  - 1 secondo posto;
  - 1 terzo posto.

### Circuiti minori

#### Coppa Nordamericana
- 1 podio (nel bob a quattro):
  - 1 vittoria (nel bob a due).